# Фернан Жаккар
Фернан Альфред Жаккар (фр. Fernand Alfred Jaccard, 8 жовтня 1907, Ла-Шо-де-Фон — 15 квітня 2008, Лютрі) — швейцарський футболіст, що грав на позиції півзахисника, зокрема, за клуб «Базель», а також національну збірну Швейцарії. По завершенні ігрової кар'єри — тренер.
Чемпіон Швейцарії (як тренер). 

## Клубна кар'єра
У футболі дебютував 1924 року виступами за клуб «Ла Шо-де-Фон», в якому провів три сезони. 
Протягом 1934—1936 років захищав кольори команди «Монтре-Спортс».
1936 року перейшов до клубу «Базель», за який відіграв 4 сезони. Завершив професійну кар'єру футболіста виступами за команду «Базель» у 1940 році.

## Виступи за збірну
1934 року дебютував в офіційних матчах у складі національної збірної Швейцарії. Протягом кар'єри у національній команді, яка тривала 3 роки, провів у її формі 12 матчів.
У складі збірної був учасником чемпіонату світу 1934 року в Італії, де зіграв проти Нідерландів (3-2) і Чехословаччини (2-3).

## Кар'єра тренера
Розпочав тренерську кар'єру, ще продовжуючи грати на полі, 1937 року, очоливши тренерський штаб клубу «Базель».
1943 року став головним тренером команди «Серветт», тренував женевську команду п'ять років.
Згодом протягом 1948–1952 років очолював тренерський штаб клубу «Ксамакс».
Протягом тренерської кар'єри також очолював команди «Локарно» та «К'яссо».
Останнім місцем тренерської роботи був клуб «Лозанна», головним тренером команди якого Фернан Жаккар був з 1955 по 1957 рік.
Помер 15 квітня 2008 року на 101-му році життя.

## Титули і досягнення

### Як тренера
- Чемпіон Швейцарії (1):

«Серветт»: 1945-1946